# Mungkan Kandju National Park
Mungkan Kandju National Park är en park i Australien. Den ligger i delstaten Queensland, omkring 1 900 kilometer nordväst om delstatshuvudstaden Brisbane.
Trakten runt Mungkan Kandju National Park är nära nog obefolkad, med mindre än två invånare per kvadratkilometer..
I omgivningarna runt Mungkan Kandju National Park växer huvudsakligen savannskog. Genomsnittlig årsnederbörd är 1 391 millimeter. Den regnigaste månaden är januari, med i genomsnitt 405 mm nederbörd, och den torraste är augusti, med 1 mm nederbörd.